# 小林一郎 (国文学者)
小林 一郎（こばやし いちろう、1916年9月10日 - 2009年4月11日）は、日本の国文学者。田山花袋研究の第一人者。東洋大学短期大学学長を務めた。群馬県桐生市生まれ。東洋大学文学部国文科卒業。
1976年、「田山花袋研究」で東洋大学文学博士。伝記的、実証的研究によって田山花袋研究の基礎を作った。館林市田山花袋記念館顧問。2009年4月11日、心臓疾患のため92歳で死去。

## 編著書
- 田山花袋 「田舎教師」モデルの日記所収 アサヒ社 1963
- 近代文学のあらまし 日本文学の心情 愛育出版 1966
- 近代作家の精神風土 教育出版センター 1973
- 田山花袋研究 館林時代 桜楓社 1976
- 田山花袋研究 博文館時代 1－3 桜楓社 1978-1980
- 川端康成研究 東洋的な世界 明治書院 1982
- 日本の作家 10 田山花袋 自然主義作家 新典社 1982
- 田山花袋研究 年譜・索引篇 桜楓社 1984
- 近代文学のあらまし 大正編 愛育出版 1986
- 島崎藤村研究 教育出版センター 1986
- 太宰文学の光と影 右文書院 1987
- 夏目漱石の研究 至文堂 1989
- 日本文学の心情と理念 明治書院 1989
- もう一つの明治の青春 西萩花遺稿集[編] 教育出版センター 1992
- 『蒲団』をめぐる書簡集 館林市田山花袋記念館、1993